# Gertraud Zaepernick
Gertraud Zaepernick (* 10. November 1915 in Berlin; † 17. Juli 2005 ebenda) war eine deutsche Historikerin.
Zaepernick wurde nach dem Staatsexamen in Geschichte und Germanistik 1954 Assistentin des Historikers Carl Hinrichs. Da dieser an der Freien Universität in West-Berlin lehrte, sie aber in Ost-Berlin lebte, musste sie die Verbindung geheim halten. Ihre erhebliche Mitarbeit an dessen postum veröffentlichtem Werk Preußentum und Pietismus (1971) durfte in dem im Westen erschienenen Buch nicht erwähnt werden. Nach dem Bau der Berliner Mauer 1961 von ihrem Arbeitgeber abgeschnitten, musste sie auf eine wissenschaftliche Karriere verzichten, da sie wegen ihrer kranken Mutter Ost-Berlin nicht verlassen wollte, sich aber auch auf keine Kompromisse mit der DDR-Ideologie einlassen wollte. Sie arbeitete in verschiedenen Brotberufen, u. a. als Briefträgerin, und forschte daneben so weit wie möglich als Privatgelehrte. Als Mitglied der Historischen Kommission zur Erforschung des Pietismus wirkte sie an der Veröffentlichung der Beiträge zum Jubiläum August Hermann Franckes 1963 mit. Neben dem Pietismus galt ihr Hauptinteresse dem mystischen Spiritualismus der Frühen Neuzeit; sie war die beste Kennerin der einschlägigen Quellen in der Forschungsbibliothek Gotha sowie in Bibliothek und Archiv der Franckeschen Stiftungen. 1993 wurde sie bei der Neukonstituierung der Historischen Kommission zur Erforschung des Pietismus nicht wiedergewählt, konnte aber (z. B. auf Einladung der Ungarischen Akademie der Wissenschaften) noch Vorträge in ganz Europa halten.

## Schriften
- Neuruppiner Bilderbogen der Firma Gustav Kühn. Seemann, Leipzig 1972.
- Welt und Mensch bei Sebastian Franck. In: Pietismus und Neuzeit 1, 1974, S. 9–25.
- Johann Georg Gichtels und seiner Nachfolger Briefwechsel mit den hallischen Pietisten, besonders mit A. M. Francke. In: Pietismus und Neuzeit 8, 1982, S. 74–118.
- Ein Separatist wider Willen: Paul Friedrich Lehmann. In: Pietismus und Neuzeit 21, 1996, S. 241–273.
- Die Anfänge der Aufklärung im Herzogtum Sachsen-Gotha-Altenburg und Cyprians Stellung dazu. In: Ernst Koch, Johannes Wallmann (Hrsg.): Ernst Salomon Cyprian (1673-1745) zwischen Orthodoxie, Pietismus und Frühaufklärung. Vorträge des Internationalen Kolloquiums vom 14. bis 16. September 1995 in der Forschungs- und Landesbibliothek Gotha, Schloß Friedenstein. (Veröffentlichungen der Forschungs- und Landesbibliothek Gotha 34), Gotha 1996, S. 202–216.
- Kurzer Bericht vom Pädagogium Regium 1695-1784. In: Paul Raabe (Hrsg.): Schulen machen Geschichte. 300 Jahre Erziehung in den Franckeschen Stiftungen zu Halle. Halle: Franckesche Stiftungen 1997, S. 67–82.
- Fromme Höfe im 18. Jahrhundert. In: Pietismus und Neuzeit 32, 2006, S. 213–219.